# Древнекыргызский язык
Древнекыргызский язык (енисейско-кыргызский язык) — язык енисейских кыргызов, а также один из этапов развития и формирования кыргызского языка. Древнекыргызский язык первоначально был близкородственным орхоно-енисейскому, являясь, как и орхоно-уйгурский, его диалектом, получившим самостоятельное развитие. Предположительно на позднем этапе произошло изменение -d- > -z-. По признаку -z- хакасская группа именуется также группой -z- или azaq.

## Средневековые авторы о языке и письменности древних кыргызов
В X веке страну кыргызов посетил арабский поэт, служивший при Саманидах, Абу Дулаф аль-Хазладжи. В своих кратких сочинениях он отмечал высокий уровень культуры её жителей. Автор писал, что для письма кыргызы используют калам (тростниковое перо), что, по мнению башкирских историков, свидетельствует об употреблении кыргызами бумаги и о наличии бумажного документооборота. Абу Дулаф писал:

Есть у них обрядовый дом и растёт тростник, которым они пишут. Они осмотрительные и рассудительные в делах.— Абу Дулаф. «Рисале» («Записка»).
В арабоязычном сочинении «Табаи ал-хавайан», написанном придворным сельджукским врачом аль-Марвази в 1120 году, сообщается:

К их числу (тюрков) относятся хирхизы, многочисленный народ, живущий между востоком и севером.— аль-Марвази. «Табаи ал-хайаван».

## Потомки
На основе древнекыргызского языка сформировались сарыг-югурский, фуюйско-кыргызский, литературные хакасский и шорский и хакасские алтайские идиомы, представляющие собой взаимопонятные диалекты (максимально обособлен сарыг-югурский).